# The Gay Deceiver
The Gay Deceiver is een Amerikaanse dramafilm uit 1926 onder regie van John M. Stahl. Destijds werd de film in Nederland uitgebracht onder de titel De bedrogen bedrieger. De film is wellicht zoekgeraakt.

## Verhaal
De beroemde Franse acteur Toto reist de wereld rond. Zo maakt hij kennis met een getrouwde vrouw. Wanneer ze een affaire krijgen, doet de vrouw haar best om ervoor te zorgen dat haar man er niet achter komt. Als haar ontrouw aan het licht komt, heeft dat tragische gevolgen. 

## Rolverdeling
| Acteur           | Personage                 |
| ---------------- | ------------------------- |
| Lew Cody         | Toto / Antoine de Tillois |
| Malcolm McGregor | Robert Le Rivarol         |
| Marceline Day    | Louise de Tillois         |
| Carmel Myers     | Gravin de Sano            |
| Roy D'Arcy       | Graaf de Sano             |
| Dorothy Phillips | Claire                    |
| Edward Connelly  | Meester Merinville        |
| Tony D'Algy      | Neef van Merinville       |